# Jair Bernardino
Jair Bernardino de Souza, mais conhecido apenas Jair Bernardino (Montes Belos, GO, 31 de janeiro de 1945 - Ilha das Onças, Baía do Guajará, nas proximidades de Belém, PA, 5 de agosto de 1989) foi um empresário brasileiro na base do Estado do Pará. Era uns dos empresários mais ricos do Pará mais influentes no Estado dos anos 70 até a morte por desastre aéreo do próprio Learjet 35A, onde morreu todos os tripulantes (piloto, co-piloto e o irmão mais novo Nélson Luiz de Souza).
Após o desastre aéreo causou a morte dele, o irmão e os pilotos, as empresas do empresário e o irmão que os mantinham, foram vendidas pela Família Souza.

## Biografia
Jair Bernardino de Souza nasceu em Montes Belos (atual São Luís de Montes Belos), interior de Goiás, em 31 de janeiro de 1945, permanecendo no Goiás, onde concluiu os estudos, até se mudar em Belém, Capital do Estado do Pará em 1973, que nos anos seguintes, começou a construir um sólido império industrial de mais de 30 empresas, de empresas de gás de cozinha e veículos motorizados.
Anos mais tarde, Jair Bernardino tornou-se presidente da Associação Brasileira de Revendedores Autorizados Volkswagen (Assobrav).
Jair era conhecido por um temperamento forte, mas ao mesmo tempo, ponderava muito suas ações e sabia se sair bem com as autoridades e políticos do Pará na época Era muito próximo ao governador do estado na época, Hélio Gueiros, assim como de todos os governadores de Goiás quando morava lá.
Em 1987, foi eleito "Homem de Marketing do Ano" pela Associação dos Dirigentes de Vendas do Brasil.
Era dirigente da Tropigás (distribuidora de gás de cozinha, o popular botijão de gás) e da Belauto (distribuidora de carros). Além de ser empresário, se encontrava com muitos políticos paraenses e goianos, entre eles Jader Barbalho.
Em 15 de dezembro de 1988, inaugurou em Belém, a RBA TV, afiliada à Rede Manchete. A RBA era a emissora de TV brasileira mais moderna do Norte-Nordeste, com o patrimônio avaliado cerca de US$ 93 milhões de dólares. Com a inauguração da RBA, tinha três empresas no Norte (TV, Gás e revenda de veículos). Empreendedor e inovador, convidou grandes jornalistas para trabalharem no telejornalismo local da RBA, que era referência para o país.
O departamento era dirigido pelo jornalista Lorimá Dionísio Gualberto, o "Mazinho",  amigo pessoal de Jair que antes dirigia jornais escritos e telejornais em Goiânia.
Jair fez um investimento ousado no telejornalismo: Contratou equipes extras e comprou mais carros para que pudesse cobrir toda a região metropolitana de Belém em tempo ágil, investia em tecnologia de ponta para a equipe de redação e edição, além do que havia de melhor de câmeras, microfones e transmissores, e deixava muitas vezes seu avião pessoal a disposição do telejornalismo, caso fosse necessário o deslocamento rápido de uma equipe (câmera e repórter) para outra localização.
Com o crescimento da audiência da RBA em cima do telejornalismo, esse departamento passou a ser a "menina dos olhos" de Jair Bernardino dentro da emissora.
Jair planejava a implantação de um jornal impresso, a ser rodado diariamente para Belém e região. Antes de agosto de 1989, a gráfica (Belgráfica, pertencente ao grupo e administrado por Bernd Kielmann) seria ampliada para imprimir o jornal. Esta ampliacao estava em fase de projeto.

## Desastre
Jair Bernardino saiu do próprio avião particular Learjet 35A com o piloto, co-piloto e o irmão Nélson Luiz de Souza. na noite do dia 4 de agosto de 1989, de Belém com destino a Goiânia para comparecer ao sepultamento do tio em Morrinhos, que havia falecido no final de julho.
Por ser curto o período de estadia em terra de Jair, os pilotos permaneceram acordados com o jato Learjet abastecido e preparados para partir por toda a manhã do dia 5 de agosto, o que tornou exaustiva a rotina de decolar de Goiânia, com a possibilidade de pousar em Brasília para um encontro de Jair com o amigo Jader Barbalho (o que acabou não acontecendo) e depois decolar novamente rumo a Belém, sem dormir.
Um fato curioso que depois do desastre, surgiu informações da imprensa que Jader Barbalho iría embarcar nesse avião em Brasília (e misteriosamente até hoje) não ocorreu. Se embarcasse, seria a quinta vítima.
Já na fase final de pouso nas proximidades de Belém, o avião não chegou ao Aeroporto na hora prevista e desapareceu no radar nas proximidades da Ilha das Onças (ilha onde é localizada na Baía de Guajará).
Porém, enquanto a Torre de Controle alertava sobre desaparecimento do avião, moradores próximos ao local do desaparecimento do avião, escutaram grande barulho seguido de incêndio. Só que ninguém sabia é que o avião que era dado desaparecido pela Torre de Controle caiu no local.
Horas depois, descobriu-se que destroços de avião, que caiu nas proximidades de um clube localizado na Ilha das Onças (que é localizada na Baía de Guajará), matando todos que estavam no avião (dois pilotos, Jair e o irmão Nelson).
O avião só foi achado um dia depois (6 de agosto) por barqueiros, tendo aberto uma clareira de quase 200 metros com a queda. Pedaços de fuselagem do Learjet cravados em árvores e um cheiro forte de querosene foram algumas das descrições do local da queda descritas por Lorimá Dionísio Gualberto, o primeiro diretor de jornalismo da TV RBA, um dos primeiros civis a pisarem no local do acidente.
Os corpos do acidente ficaram quase irreconhecíveis, o que levou a demora na perícia e os sepultamentos.

## Investigações
A perícia demorou e concluiu que houve erro humano (uns dos pilotos não resetou o altímetro na descida) e por conta disso, foi cometido já na fase final de pouso em Belém, o que fez com que os instrumentos marcassem uma altitude maior que a real.
Apesar disso, surgiram outra versão de que houve sabotagem (além da demora da perícia de concluir o desastre) já que o empresário tinha muita influência e poder em bastidores da política paraense e goiana (que até hoje nunca foi provado), mas mesmo assim ficou a dúvida dessa conclusão.

## Morte do empresário mudam os destinos
Jair que planejava junto a Mazinho a implantação de um jornal escrito, a ser rodado diariamente para Belém e região. Porém, com o desastre aéreo, a gráfica que abasteceria o jornal estava em fase inicial de projeto, foi cancelada.
As empresas do falecido Jair Bernardino no Norte e em Goiânia passaram ao controle da Família Souza.
Em 1990, a família vendeu a RBA TV ao político Jader Barbalho. A Belauto foi vendida para outros grupos. Jair também tinha empresas e imóveis em Goiânia e Anápolis, incluindo fazendas no Pará e Goiás, inclusive o Norte de Goiás que foi dividido para dar o futuro Estado do Tocantins.

## Atualmente
Hoje seus familiares vivem em Goiânia e controlam a Belcar, gigante da distribuição de carros e caminhões Volkswagen.
Desde 2001, depois da recusa de parentes do falecido empresário em conceder exames para ter a certeza que a a filha do falecido empresário (nascida em 1987) é mesmo pai dela (o que inviabiliza as vendas), houve boatos de que a Justiça do Pará havia sequestrado 50% das cotas da RBA de Barbalho, porém a informação não é verdadeira.